# Orazio Sorbello
Orazio Sorbello (Acireale, 10 agosto 1959) è un dirigente sportivo, allenatore di calcio ed ex calciatore italiano, di ruolo attaccante.

## Carriera

### Giocatore

Sorbello al Modena nel 1987, alle prese con l'aretino Pozza.

Ha giocato per compagini quali l'Acireale, di cui è stato anche allenatore, il Campania, il Padova, l'Avellino, il Palermo, il Catania. Ha concluso la sua carriera militando nel campionato maltese di Serie A con l'Ħamrun Spartans, che ha allenato nel 1997.
Ricevette l'appellativo di "mister miliardo" in quanto nel 1983, all'epoca della militanza nel Campania, l'Avellino fece un'offerta di un miliardo di lire per aggiudicarselo. Nel periodo d'oro del Campania Ponticelli, squadra della periferia napoletana, contribuì a sfiorare la Serie B per un punto.
Con l'Acireale ottenne una promozione a tavolino in Serie B e nella successiva stagione 1993-1994 si salvò dopo lo spareggio con il Pisa.
Nel 1986 fu coinvolto nello scandalo calcioscommesse, rimediando una squalifica di un mese.

### Dopo il ritiro
Dopo l'esperienza maltese, in Italia esordì sulla panchina del Siracusa, per poi trascorrere un biennio sulla panchina del Rosarno e infine approdare alle giovanili del Messina, allenando prima gli Allievi nazionali e poi la Primavera.
Nel 2004 arrivò all'Acireale, al 2005 fual Sapri e nel 2006 al Gela, tutte esperienze terminate anzitempo.
Dal 2003 gestisce insieme ad altre persone la scuola calcio dell'Associazione Sportiva Dilettantistica Junior Calcio Acireale, di cui è anche istruttore.
A fine 2012 ricoprì, seppur per poche settimane, il ruolo di direttore sportivo dell'Acireale.
Nel 2020 fu allenatore della U15 della Junior Acireale

## Palmarès

### Giocatore
- Campionato italiano Serie C2: 1

Campania: 1980-1981 (girone D)